# MRSA
MRSA (meticillinresistent Staphylococcus aureus), meticillinresistenta gula stafylokocker, är en variant av bakterien Staphylococcus aureus som förvärvat resistens mot meticillingruppens penicilliner inklusive isoxazolylpenicilliner, som är förstahandsval vid antibiotikabehandling av stafylokockinfektioner. Vid infektioner orsakade av MRSA och som kräver antibiotikabehandling är det nödvändigt att använda andra typer av antibiotika, som ofta har fler biverkningar och är betydligt dyrare. 

## Epidemiologi

### Människa
MRSA förekommer i samhället hos friska personer, men är också en av de bakterietyper som kan spridas mellan patienter och personal inom vårdinrättningar och orsaka så kallade vårdrelaterade infektioner (nosokomiala infektioner). De utgör då ett av de stora vårdhygieniska problemen inom sjukhus världen över. Patienter och personal på sjukhus kan vara symptomfria bärare av MRSA i näsan eller på huden under långa tidsperioder och bidra till smittspridning. I Sverige isoleras sjukhusvårdade patienter med misstänkt MRSA-bärarskap för kontrollodling från dem och om det visar sig att de bär på MRSA vårdas fortsatt isolerat för att undvika spridning.
Forskning visar att ju fler antibiotikabehandlingar man nyligen genomgått, desto större är risken att smittas och bli bärare av meticillinresistenta stafylokocker.

### Djur
Fram till 2000-talet förekom MRSA nästan uteslutande hos människor, men därefter rapporteras MRSA även från husdjur. Hos hundar, katter och hästar ses bakterien oftast i samband med sjukdom hos djuret, till exempel sårinfektioner. Men bland lantbrukets djur (grisar, nötkreatur, fjäderfä) är det vanligare att djuren bär bakterien utan att visa symtom.

## Smittskyddsanmälan
MRSA är enligt smittskyddslagen anmälningspliktig och skall rapporteras till smittskyddsläkaren i landstinget och Folkhälsomyndigheten. Fyndet ska även föranleda smittspårning och att personen får förhållningsregler för att förhindra ytterligare smittspridning.
I Sverige ska fynd av MRSA hos djur anmälas till länsstyrelse och till Jordbruksverket.

## Resistens
Meticillinresistens hos S. aureus beror oftast inte på betalaktamaser. I bakteriers cellvägg finns strukturer som kallas penicillinbindande protein (PBP). Det är vid dessa betalaktamantibiotika fäster när det ska angripa bakterien genom att förstöra bakteriens cellvägg. S. aureus har fyra stycken PBP (PBP 1-4). Det viktigaste av dessa kallas för PBP2 och S. aureus har detta i dubbel upplaga, ena har väldigt låg ”vilja” att fästa till betalaktamantibiotika och det skapas därför resistens.
När man ska undersöka om ett bakterieprov innehåller MRSA letar man efter två gener. De är mecA, som ger MRSA dess meticillinresistens, och nuc vilket är en unik gen just hos S. aureus. Detta är möjligt tack vare den nobelprisbelönta tekniken PCR.